# اللؤلؤة جي تي
اللؤلؤة جي تي هو مصنع لإسالة الغاز الطبيعي مقره في رأس لفان، قطر. يحول الغاز الطبيعي إلى منتجات بترولية سائلة. وهو أكبر مصنع لإسالة الغاز في العالم.  تم إرسال أول شحنة تجارية من لؤلؤة جي تي إل في 13 يونيو 2011.

## الميزات تقنية
عندما عمل المصنع بطاقته الكاملة في عام 2012، يحول اللؤلؤة جي تي إل حوالي 1.6 مليار قدم مكعب في اليوم من الغاز الطبيعي إلى 140 ألف برميل يوميًا من السوائل البترولية و 120 كيلو برميل مكافئ النفط من سوائل الغاز الطبيعي والإيثان. قامة شركة هنيويل بتصميم وتنفيذ نظام أتمتة العمليات المتكاملة والتحكم فيها للمصنع الرئيسي، بينما قامت إنفنسيس بتصميم وتنفيذ هذه الصهاريج غير المتصلة وأرصفة التحميل. تم التعاقد مع بيج يوربا كشركة تكامل شاملة لنظام الاتصالات لكل من أنظمة الاتصالات البرية والبحرية. تم التعاقد مع مجموعة أي بي بي لتوريد جميع الأنظمة الكهربائية وأنظمة التحكم.
المقاولون الرئيسيون هم KBR و JGC Corporation. المقاولون الآخرون هم جاي راي ماكديرموت ، سي بي آند آي ، شركة اتحاد المقاولين، وكنتز، وديسكون الهندسية المحدودة. تم توفير مضخات العملية بواسطة فلوسيرف، ومضخات الحقن الكيميائي مقدمة من ليوا من ألمانيا وثمانية قطارات توربينية للاستخدام في أنظمة فصل الهواء تم توفيرها بواسطة ليند. قامت MAN AG بتوريد نصف المفاعلات الـ 24 لعملية فيشر تروبش.
يعتمد مشروع اللؤلؤة جي تي إل على أسس مشروع جي تي إل الأصغر في بينتولو بماليزيا والذي يعمل منذ عام 1993.

## التكلفة
في عام 2003، قُدرت تكلفة المشروع بنحو 5 مليارات دولار أمريكي. ومع ذلك، بعد الإرتفاع الكبير في التكلفة، تم الإبلاغ عن 18 مليار دولار في عام 2007، ووفقًا لمصادر قطر للبترول، على أن تصل التكلفة النهائية للمشروع إلى 24 مليار دولار.

## شركة المشروع
المشروع عبارة عن اتفاقية لتقاسم الإنتاج بين قطر للبترول وشركة شل.

## منتجات المصنع
إن المنتجات الأساسية لمصنع بيرل جي تي إل هي النفتا ووقود النقل، مع البارافينات وزيوت التشحيم كمنتجات ثانوية أصغر للعملية. يمكن استخدام وقود النقل في محركات الديزل الخفيفة والثقيلة الحالية، وقد ثبت أنه يتمتع بعدد من الفوائد، مثل انخفاض الانبعاثات وتحسين أداء المحرك. 